# Aqsū-Ayuly
Aqsū-Ayuly är en ort i Kazakstan.   Den ligger i oblystet Qaraghandy, i den centrala delen av landet, 300 km sydost om huvudstaden Astana. Aqsū-Ayuly ligger 725 meter över havet och antalet invånare är 4 721.
Terrängen runt Aqsū-Ayuly är platt. Runt Aqsū-Ayuly är det mycket glesbefolkat, med 2 invånare per kvadratkilometer. Trakten runt Aqsū-Ayuly består i huvudsak av gräsmarker.